# قلعة شور
قلعة شور هي قرية في مقاطعة أصفهان، إيران. عدد سكان هذه القرية هو 242 في سنة 2006.